# Yulia Tikhonova
Pour les articles homonymes, voir Tikhonova.
Yulia Dmitriyeva Tikhonova (en russe : Юлия Дмитриевна Тихонова et en biélorusse : Юлія Дзмітрыеўна Ціханава ; Yuliya Dzimtryeuna Tsikhanava), née le 8 avril 1986 à Chtchiolkovo, est une fondeuse russe, devenue biélorusse.

## Carrière
Tikhonova prend part à sa première compétition FIS en novembre 2003.
Aux Championnats du monde des moins de 23 ans en 2009, elle se classe sixième de la poursuite et cinquième du sprint. Cet hiver, elle monte sur son premier podium dans la Coupe d'Europe de l'Est dans une dix kilomètres classique.
Elle fait ses débuts en Coupe du monde en janvier 2010 au dix kilomètres classique d'Otepää, réalisant le 25e temps, ce qui lui vaut des points pour le classement général. En février 2011, elle se retrouve sur le podium en Coupe du monde avec ses coéquipières du relais à Rybinsk (3e).
En 2013, elle court son premier événement majeur avec l'équipe nationale russe avec les Championnats du monde à Val di Fiemme, où elle prend la 32e sur le trente kilomètres classique. Entre 2011 et 2014, elle signe quelques top vingt dans la Coupe du monde, finissant au mieux quatorzième dans un dix kilomètres classique à Lenzerheide, sur le Tour de ski en 2013-2014.
Dans les courses longue distance, elle remporte deux victoires dans la Coupe Marathon (Coupe Worldloppet), d'abord sur la Marcialonga en 2014, devant Seraina Boner.
En avril 2016, elle gagne l'Ugra Ski Marathon.
Sous les couleurs biélorusses, son meilleur résultat individuel en championnat du monde est 30e sur le trente kilomètres libre en 2017 à Lahti. En 2017, elle signe son meilleur résultat au plus haut niveau avec une douzième place lors du sprint de Coupe du monde à Pyeongchang.
En 2018, elle dispute son ultime compétition majeure en prenant part aux Jeux olympiques à Pyeongchang, courant les six épreuves au programme, pour obtenir comme meilleur résultat individuel une 35e sur le sprint.

## Palmarès

### Jeux olympiques d'hiver
| Épreuve / Édition   | Sprint                           | Sprint    | 10 km | 10 km                            | Skiathlon 2 × 7,5 km | 30 km   | Relais | Relais   |
| Épreuve / Édition   | libre                            | classique | libre | classique                        | Skiathlon 2 × 7,5 km | 30 km   | Sprint | 4 × 5 km |
| JO 2018 Pyeongchang | Épreuve inexistante à cette date | 35e       | 40e   | Épreuve inexistante à cette date | 42e                  | Abandon | 16e    | 14e      |

Légende :
- : pas d'épreuve
- — : Non disputée par Tikhonova

### Championnats du monde
| Épreuve / Édition            | Val di Fiemme 2013 | Falun 2015 | Lahti 2017 |
| sprint                       | -                  | -          | 42e        |
| sprint par équipes classique | -                  | -          | 11e        |
| 10 km classique              | -                  | -          | 35e        |
| 30 km classique              | 32e                | 40e        | -          |
| 30 km libre                  | -                  | -          | 30e        |

### Coupe du monde
- Meilleur classement général : 62e en 2012.
- 1 podium en relais : 1 troisième place.
- Meilleure performance individuelle : 12e.

#### Classements en Coupe du monde
| Année     | Classement général final | Classement distance | Classement sprint |
| 2009-2010 | 96e                      | 70e                 |                   |
| 2010-2011 | 95e                      | 65e                 |                   |
| 2011-2012 | 62e                      | 47e                 |                   |
| 2012-2013 | 69e                      | 49e                 |                   |
| 2013-2014 | 96e                      | 64e                 |                   |
| 2015-2016 | 74e                      | 51e                 |                   |
| 2016-2017 | 68e                      | 61e                 | 49e               |

### Coupe d'Europe de l'Est
- 6 podiums, dont 1 victoire.

### Championnats nationaux
- Championne de Russie sur le trente kilomètres classique en 2013.